# Múa giật
Múa giật là một triệu chứng vận động bất thường không chủ ý, một trong nhóm các rối loạn thần kinh được gọi là rối loạn vận động. Từ tiếng Anh của triệu chứng này là chorea, có nguồn gốc từ tiếng Hy Lạp cổ: χορεία ("khiêu vũ).
Thuật ngữ múa giật nửa người đề cập đến múa giật ở một bên cơ thể, chẳng hạn như múa giật ở một cánh tay chứ không phải cả hai.

## Nguyên nhân

### Bệnh Huntington
Bệnh Huntington là một bệnh thoái hóa thần kinh và là nguyên nhân di truyền phổ biến nhất của múa giật. Tình trạng này trước đây được gọi là múa giật Huntington nhưng đã được đổi tên vì đặc điểm chủ yếu của bệnh là suy giảm nhận thức và thay đổi hành vi chứ không phải là múa giật.

### Nguyên nhân di truyền khác
Các nguyên nhân di truyền khác của múa giật rất hiếm, gồm hội chứng giống bệnh Huntington type 1, 2 và 3; bệnh prion di truyền, thất điều gai-tiểu não type 1, 3 và 17, neuroacanthocytosis, dentatorubral-pallidoluysian atrophy (DRPLA), neuroferritinopathy (tạm dịch: rối loạn tích tụ sắt trong não), bệnh Wilson, múa giật di truyền lành tính, thất điều Friedreich, bệnh ty thể và hội chứng Rett.

### Nguyên nhân mắc phải

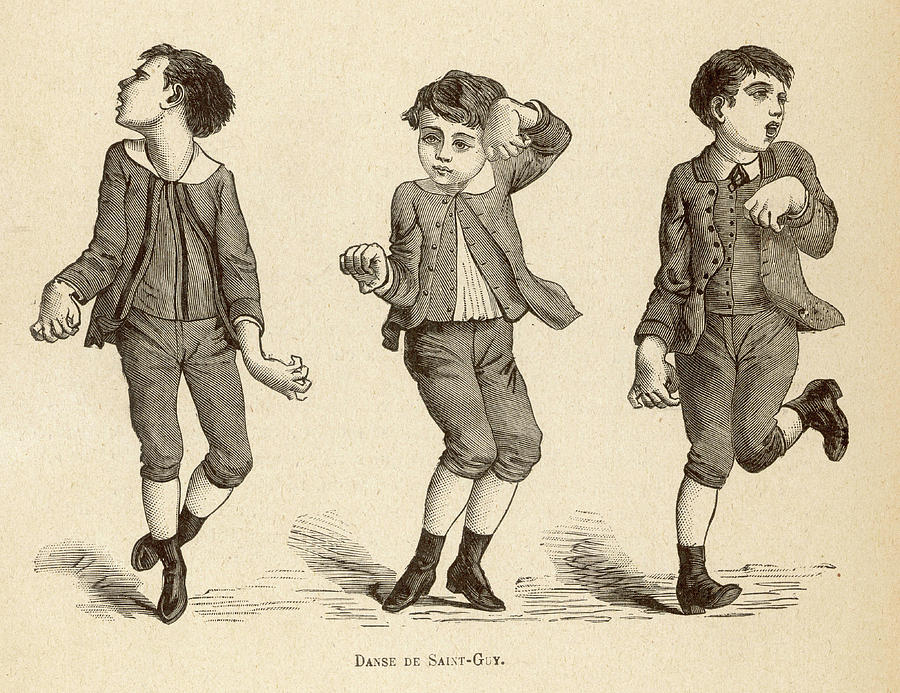
Hình ảnh đứa trẻ bị múa giật Sydenham do thấp tim

Các nguyên nhân phổ biến nhất của chứng múa giật là bệnh mạch máu não và ở các nước đang phát triển là nhiễm HIV —thường là do liên quan đến bệnh cryptococcus.
Múa giật Sydenham xảy ra do biến chứng của nhiễm trùng liên cầu. 20% trẻ em và thanh thiếu niên bị thấp tim có kèm múa giật Sydenham như một biến chứng. Triệu chứng ngày càng hiếm, có thể một phần là do penicillin, điều kiện xã hội được cải thiện và/hoặc sự suy giảm tự nhiên của vi khuẩn (Streptococcus). Các triệu chứng tâm lý có thể xảy ra trước hoặc đi kèm với múa giật mắc phải này và có thể tái phát và thuyên giảm. Phổ rộng hơn của các rối loạn tâm thần kinh tự miễn ở trẻ em liên quan đến nhiễm trùng liên cầu khuẩn có thể gây ra múa giật và được gọi chung là PANDAS.
Múa giật trong thai kỳ là các triệu chứng múa giật xảy ra trong thời kỳ mang thai. Nếu không được điều trị, bệnh sẽ tự khỏi ở 30% bệnh nhân trước khi sinh nhưng 70% còn lại vẫn tồn tại. Các triệu chứng sau đó dần dần biến mất trong vài ngày sau khi sinh.
Múa giật cũng có thể do thuốc gây ra (thường là levodopa, thuốc chống co giật và thuốc chống loạn thần).
Các nguyên nhân mắc phải khác bao gồm rò dịch não tủy, lupus ban đỏ hệ thống, hội chứng kháng phospholipid, bệnh giao tử đơn dòng chuỗi nhẹ kappa có ý nghĩa không xác định, cường giáp, đa hồng cầu nguyên phát, bệnh truyền nhiễm gây bệnh tích nhũn não, bệnh coeliac và thất điều gluten.

## Điều trị
Không có phác đồ điều trị tiêu chuẩn cho múa giật. Điều trị phụ thuộc vào loại múa giật và bệnh liên quan. Mặc dù có nhiều loại thuốc có thể kiểm soát múa giật nhưng vẫn chưa có cách chữa trị nào cụ thể.
| Bệnh                                             | Điều trị |
| ------------------------------------------------ | --- |
| Liên quan đến Huntington                         | Một phương pháp điều trị phổ biến là thuốc đối kháng dopaminergic, mặc dù điều trị chủ yếu là hỗ trợ. Tetrabenazine là loại thuốc duy nhất được FDA chấp thuận để điều trị chứng múa giật liên quan đến bệnh Huntington. |
| Múa giật Sydenham                                | Haloperidol, carbamazepine và acid valproic. Thông thường dùng thuốc kháng sinh để điều trị nhiễm trùng. |
| Múa giật trong thai kỳ                           | Haloperidol, chlorpromazine đơn độc hoặc kết hợp với diazepam, cũng có thể sử dụng pimozide. |
| Bệnh Wilson                                      | Giảm lượng đồng trong cơ thể bằng cách sử dụng D-penicillamine, trientine hydrochloride, tetrathiomolybdate và các tác nhân loại bỏ phức chelat khác                                                                     |
| Múa giật do thuốc                                | Điều chỉnh liều lượng thuốc. |
| Rối loạn liên quan đến trao đổi chất và nội tiết | Điều trị theo nguyên nhân. |

## Lịch sử
Trong lịch sử, múa giật như bệnh Huntington và múa giật Sydenham được gọi là vũ điệu của Thánh Vitus, liên quan đến dịch bệnh nhảy múa (dancing mania).